# Carlton Skinner

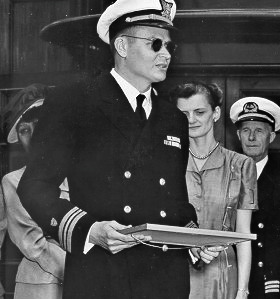
Carlton Skinner

Carlton S. Skinner (* 8. April 1913 in Palo Alto, Kalifornien; † 22. Juni 2004 in Boston, Massachusetts) war ein US-amerikanischer Offizier und Politiker. Zwischen 1949 und 1953 war er Gouverneur von Guam.

## Werdegang
Carlton Skinner besuchte zunächst die Wesleyan University und studierte danach an der University of California in Los Angeles. Danach arbeitete er als Journalist für die United Press International und das Wall Street Journal. Anschließend wurde er Offizier der United States Coast Guard. Dabei erhielt er das Kommando über den Kutter Sea Cloud. Während des Zweiten Weltkrieges wurde seine Einheit in die United States Navy integriert. Er behielt sein Kommando auf der Sea Cloud und trat für eine Rassengleichberechtigung auf den Schiffen der Navy ein. Dies schaffte er auf seinem und später auf einem anderen Schiff. Damit leitete er den langen Prozess der Rassengleichberechtigung beim Militär ein. Zwischen 1947 und 1949 war Skinner beim US-Innenministerium als Public Relations Director angestellt.
1949 wurde Skinner von Präsident Harry S. Truman zum ersten zivilen Gouverneur von Guam ernannt. Dieses Amt bekleidete er zwischen dem 27. September 1949 und dem 27. März 1953. In dieser Zeit gründete er mit der University of Guam die erste Universität dieses Außengebietes. Er entwarf auch die dortige Verfassung, die bis heute in Kraft ist.
Nach dem Ende seiner Zeit als Gouverneur arbeitete Skinner in verschiedenen Orten weltweit. Er war unter anderem für die Finanzen der Firmen American President Lines, Colt Industries und Fairbanks-Morse zuständig. Unter den Präsidenten John F. Kennedy und Lyndon B. Johnson war er Mitglied der US-Delegation bei der Pazifischen Gemeinschaft. Danach zog er nach San Francisco, wo er sich als privater Geschäftsmann betätigte. Er gründete die Beraterfirma Skinner & Co. Carlton Skinner starb am 22. Juni 2004 im Alter von 91 Jahren in Boston.